# 1933年德克萨斯热带风暴
1933年德克萨斯热带风暴（英語：1933 Texas tropical storm）是1933年大西洋飓风季的第三场风暴，于这年7月14日在小安的列斯群岛附近发展成型，在美国中南部产生创纪录的降水。气旋向西经过加勒比海，于7月16日在牙买加以南近海掠过，岛上因暴雨引发洪灾，部分道路被冲毁。7月18日，风暴袭击伯利兹，之后又经过尤卡坦半岛。气象机构起初预计气旋会继续深入墨西哥上空并消散，其东北方向之后又有另一场风暴形成，但2012年的最新研究结果表明两者实际上是同一个气旋。
7月23日，风暴以持续风速每小时85公里的最高强度吹袭德克萨斯州东南部，然后在进入内陆上空后转变成温带气旋。风暴转向东进，在德克萨斯州东部和路易斯安那州西部降下倾盆大雨，其中路易斯安那州洛根斯波特的降雨量最高，达540毫米。多个气象站所测雨量创下新纪录，其中什里夫波特的24小时降雨量纪录到2008年时依旧保持。暴雨导致德克萨斯州两个县的农作物受到价值约150万美元破坏，还引起多条河流泛滥成灾，居民被迫疏散，多条道路封闭。

## 气象历史
7月14日，圣基茨岛附近形成热带低气压。气旋起初朝西北偏西移动，然后转向西进，于7月15日从伊斯帕尼奥拉岛南侧经过。当天有多艘船只在该海域发现闭合环流。气象部门推断，热带低气压于协调世界时7月16日凌晨0点增强成热带风暴，再于当天从牙买加南侧近海掠过。对该岛产生影响后，气旋转向西南偏西，于7月18日清晨达到风力时速85公里的最高强度。当晚，有船只测得995毫巴（百帕，29.4英寸汞柱）气压，但考虑到船上的气压计有误差，气象部门认定风暴的最低气压是999毫巴（百帕，29.5英寸汞柱）。7月18日下午15点左右，气旋以最高强度从伯利兹市附近登陆。
风暴上岸后很快就在穿越尤卡坦半岛期间减弱成热带低气压。7月19日晚，气旋进入坎佩切湾。受向东移动的高压脊影响，风暴转向西北，于7月21日再度达到热带风暴标准。7月23日上午8点左右，气旋以持续风速每小时75公里强度从马塔戈达湾（Matagorda Bay）登陆德克萨斯州东南部，不久后就第二次弱化成热带低气压，然后转向北上，再又转朝东北偏北移动。7月24日，风暴开始同冷锋相互影响并转变成温带气旋。受北侧的高气压区影响，气旋缓慢向东经过德克萨斯州东部和路易斯安那州北部，接下来又沿密西西比河移动。9月27日清晨，冷锋将位于阿肯色州和密西西比州边界上空的气旋吸收。

## 影响

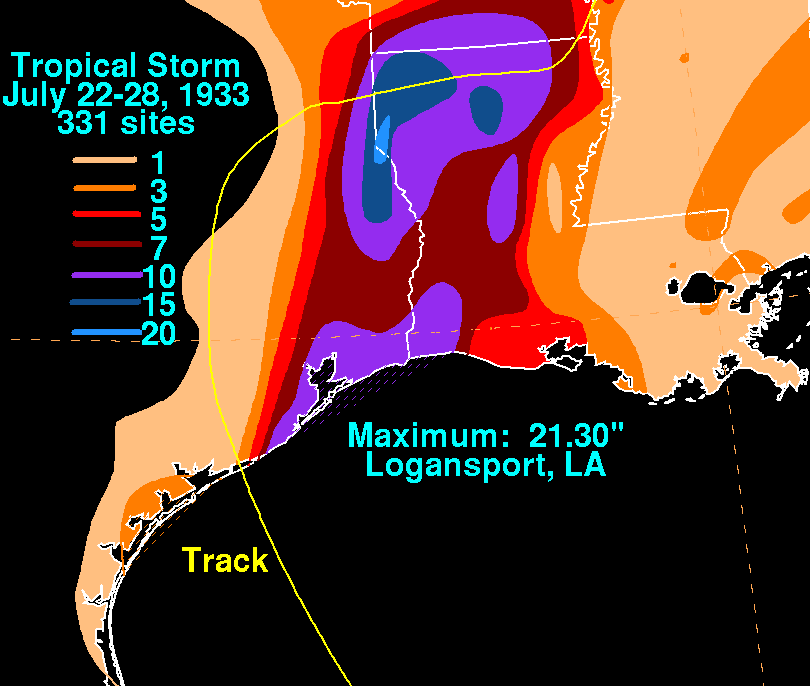
风暴在美国的降水分布

风暴从牙买加南侧海域经过期间产生暴雨，降雨量创下至少40年来新高，导致河流泛滥。京斯敦和圣安德鲁区都测得230毫米雨量，引发洪灾和山体滑坡。风暴将多条道路冲毁，其中大部分是未经铺砌的公路，另有一座桥梁倒塌，当地交通受到影响。气旋还导致京斯敦和牙买加东部之间的电报线路中断。风暴之后又经过伯利兹和尤卡坦半岛，但没有任何一间气象站测得烈风强度风力或低于正常水平的气压值。
虽然强度不高，但风暴还是在德克萨斯州东部和路易斯安那州西北部降下暴雨。部分地区仅六小时就降下150毫米雨量，约13万平方公里区域的降雨量有260毫米。路易斯安那州洛根斯波特的降雨总量有540毫米，比其他地点都高。截至2009年，这依然是路易斯安那州有纪录以来的第七高降雨总量。洛根斯波特的24小时降雨量达460毫米，创下当地7月单日降雨量的新纪录。什里夫波特的降雨总量有490毫米，仅次于洛根斯波特，其中24小时就降下310毫米，是当地最高的单日降雨量，并且到2008年时依然保持。亚历山德里亚7月25日降下248毫米雨量，同样打破当地7月的单日降雨纪录。阿肯色州南部和密西西比州西北部也降下暴雨。
德克萨斯州东部降下暴雨，降雨总量超过250毫米，谢尔比县和帕诺拉县部分道路被淹；两县遭受的损失总额约为150万美元。风暴引发的洪灾在腊斯克县亨德森（Henderson）冲毁一座桥梁，圣塔菲铁路位于帕诺拉县迦太基（Carthage）至朗维尤间部分路段被毁。五人被河中急流所困，需要外界救援。有报导称当地降水创下17年来新高，对玉米、棉花和西瓜作物构成重创。洪灾还令路易斯安那州北部的棉花及其他农作物受损，损失数额有数百万美元，但缺乏具体统计数据。降水致使多条河流泛滥成灾，其中康弗斯有多条道路和铁道因附近溪流泛滥被淹。路易斯安那州北部有多户生活在低洼地区的人家因洪水被迫撤离。什里夫波特发生有纪录以来由热带气旋引发的最严重洪灾。风暴降下暴雨的同时还在德克萨斯州和路易斯安那州沿海地区产生雷暴和阵风。亚历山德里亚有部分房屋的屋顶和窗户因强烈雷暴受损。